# Либеральная национальная партия Квинсленда
Либеральная национальная партия Квинсленда (LNP) — политическая партия в Квинсленде, Австралия. Образована 26 июля 2008 года в результате слияния местных отделений Либеральной и Национальной партий Австралии.

### Политическая деятельность на уровне штата
До выборов 2012 в парламент штата Квинсленд партия формировала оппозицию, получив 34 места на выборах 2009.
На выборах 2012 одержала победу, получив 78 мест из 89, сформировала правительство штата во главе со своим лидером Кэмпбеллом Ньюманом.

### Федеральный уровень
Входит в коалицию с Либеральной и Национальной партиями.
В 2010 году, набрав более миллиона голосов, партия получила 21 мандат на выборах в австралийский парламент.
На выборах 2013, улучшила результат, получив 22 места.
В Сенате имеет 6 мест.